# Matthew Busche
Matthew Busche (* 9. Mai 1985 in Wauwatosa) ist ein ehemaliger US-amerikanischer Radrennfahrer. Er ist zweifacher nationaler Meister im Straßenrennen (2011, 2015).

## Sportliche Laufbahn
Matthew Busche wuchs in seinem Geburtsort in Wisconsin auf. Während seiner Collegezeit wurde er zweifacher Studentenmeister im Crosslauf. 2005 begann er zu Trainingszwecken nach einer Verletzung mit dem Radsport. 2008 verlegte Busche sich gänzlich auf den Leistungsradsport. Schon 2009 fuhr er als Stagiaire für das Professional Continental Team Kelly Benefits Strategies und belegte den fünften Platz bei der US-amerikanischen Straßenmeisterschaft.
2010 wechselte er zum UCI ProTeam RadioShack, wurde Dritter in der Gesamtwertung der Dänemark-Rundfahrt sowie Fünfter im Einzelzeitfahren und Siebter im Straßenrennen der nationalen Meisterschaft. 2011 wurde Matthew Busche US-amerikanischer Meister im Straßenrennen, im Einzelzeitfahren belegte er Platz drei. Er bestritt mit der Vuelta a España 2011 seine erste Grand Tour und beendete das Rennen als 113. Bei den Austragungen 2013 und 2014 wurde er 64. bzw. 98.
2015 wurde Busche erneut nationalen Straßenmeister, erlitt aber auch zwei Stürze mit Verletzungen, im Frühjahr auf Mallorca und nach der Meisterschaft bei der Tour of Utah.
Diese Stürze hätten ihn, so seine Aussage, mental und körperlich „Opfer gefordert“. Nachdem er sich 2016 erfolglos um einen Vertrag bei einem neuen Team bemüht hatte, erklärte der 31-Jährige im Dezember seinen Rücktritt vom Leistungsradsport.

## Erfolge
2011
- US-amerikanischer Meister – Straßenrennen

2015
- US-amerikanischer Meister – Straßenrennen
- Mannschaftszeitfahren Tour of Alberta

## Grand-Tour-Platzierungen
| Grand Tour            | 2011 | 2012 | 2013 | 2014 |
| --------------------- | ---- | ---- | ---- | ---- |
| Giro d’ItaliaGiro     | –    | –    | –    | –    |
| Tour de FranceTour    | –    | –    | –    | –    |
| Vuelta a EspañaVuelta | 113  | –    | 64   | 98   |

## Teams
- 2009 Kelly Benefits Strategies
- 2010–2011 Team RadioShack
- 2012–2015 RadioShack-Nissan / Trek Factory Racing
- 2016 UnitedHealthcare Professional Cycling Team